# 10472 Santana-Ros
10472 Santana-Ros è un asteroide della fascia principale. Scoperto nel 1981, presenta un'orbita caratterizzata da un semiasse maggiore pari a 2,3412622 UA e da un'eccentricità di 0,2208582, inclinata di 2,75824° rispetto all'eclittica.